# Lahaymeix
Lahaymeix is een gemeente in het Franse departement Meuse (regio Grand Est) en telt 92 inwoners (2009).
De gemeente maakt deel uit van het arrondissement Commercy en sinds maart 2015 van het toen opgerichte kanton Dieue-sur-Meuse. Daarvoor was het deel van het toen opgeheven kanton Pierrefitte-sur-Aire.

## Geografie
De oppervlakte van Lahaymeix bedraagt 12,0 km², de bevolkingsdichtheid is dus 7,7 inwoners per km².
De onderstaande kaart toont de ligging van Lahaymeix met de belangrijkste infrastructuur en aangrenzende gemeenten.

## Demografie
Onderstaande figuur toont het verloop van het inwonertal (bron: INSEE-tellingen).